# لويس روسالس
لويس روسالس كاماتشو (بالإسبانية: Luis Rosales)‏ شاعر وكاتب مقالات إسباني، وُلد في غرناطة في 31 مايو عام 1910. ينتمي روسالس إلى جيل 36، وكان عضوًا بالأكاديمية الملكية الإسبانية والجمعية الإسبانية الأمريكية منذ عام 1962. حاز جائزة ثيربانتس عام 1982 عن مجمل أعماله الأدبية. وتُوفي في مدريد في 24 أكتوبر عام 1992.